# Park Narodowy Mariusa
Park Narodowy Mariusa, również Park Narodowy Delta del Orinoco (hiszp. Parque nacional Mariusa) – park narodowy w północno-wschodniej części Wenezueli, w stanie Delta Amacuro. Został utworzony 5 czerwca 1991 roku i zajmuje obszar 3310 km². W 2008 roku został zakwalifikowany przez BirdLife International jako ostoja ptaków IBA. Od 2009 roku jest częścią rezerwatu biosfery UNESCO o nazwie „Delta del Orinoco”. Na północny zachód od niego znajduje się Park Narodowy Turuépano. 

## Opis
Park obejmuje środkową część delty Orinoko, jednej z największych delt na świecie. Są tu liczne wyspy i bagna. Swoją nazwę zawdzięcza wyspie Mariusa znajdującą się na terenie parku. Roślinność tworzą głównie lasy namorzynowe i lasy bagienne delty Orinoko (ekoregion WWF - NT0147). Deltę zamieszkuje rdzenna ludność z plemiona Warao.
Średnia roczna temperatura w parku waha się od +20 °C do +27 °C, a roczne opady wynoszą od 1370 do 2500 mm.

## Flora
Lasy namorzynowe tworzą głównie: Avicennia nitida, Rhizophora mangle i Laguncularia racemosa. Inne rośliny występujące w parku to zagrożony wyginięciem (EN) Virola surinamensis, a także m.in.: Pterocarpus officinalis, Symphonia globulifera, Carapa guianensis oraz liczne palmy takie jak Mauritia flexuosa i euterpa warzywna.

## Fauna
Ssaki występujące w parku to zagrożone wyginięciem (EN) arirania amazońska i inia amazońska, narażony na wyginięcie (VU) manat karaibski, a także m.in.: wydrak długoogonowy i kapibara wielka.  
Szacuje się, że żyje tu 156 gatunków ptaków. Są to narażona na wyginięcie (VU) harpia wielka, a także m.in.: warzęcha różowa, ibis szkarłatny, fregata wielka i rybołów. 
Gady występujące w parku to krytycznie zagrożony wyginięciem (CR) krokodyl orinokański, a także m.in.: kajman okularowy i anakonda zielona.